# ميدان سباق الخيل (نابلس)

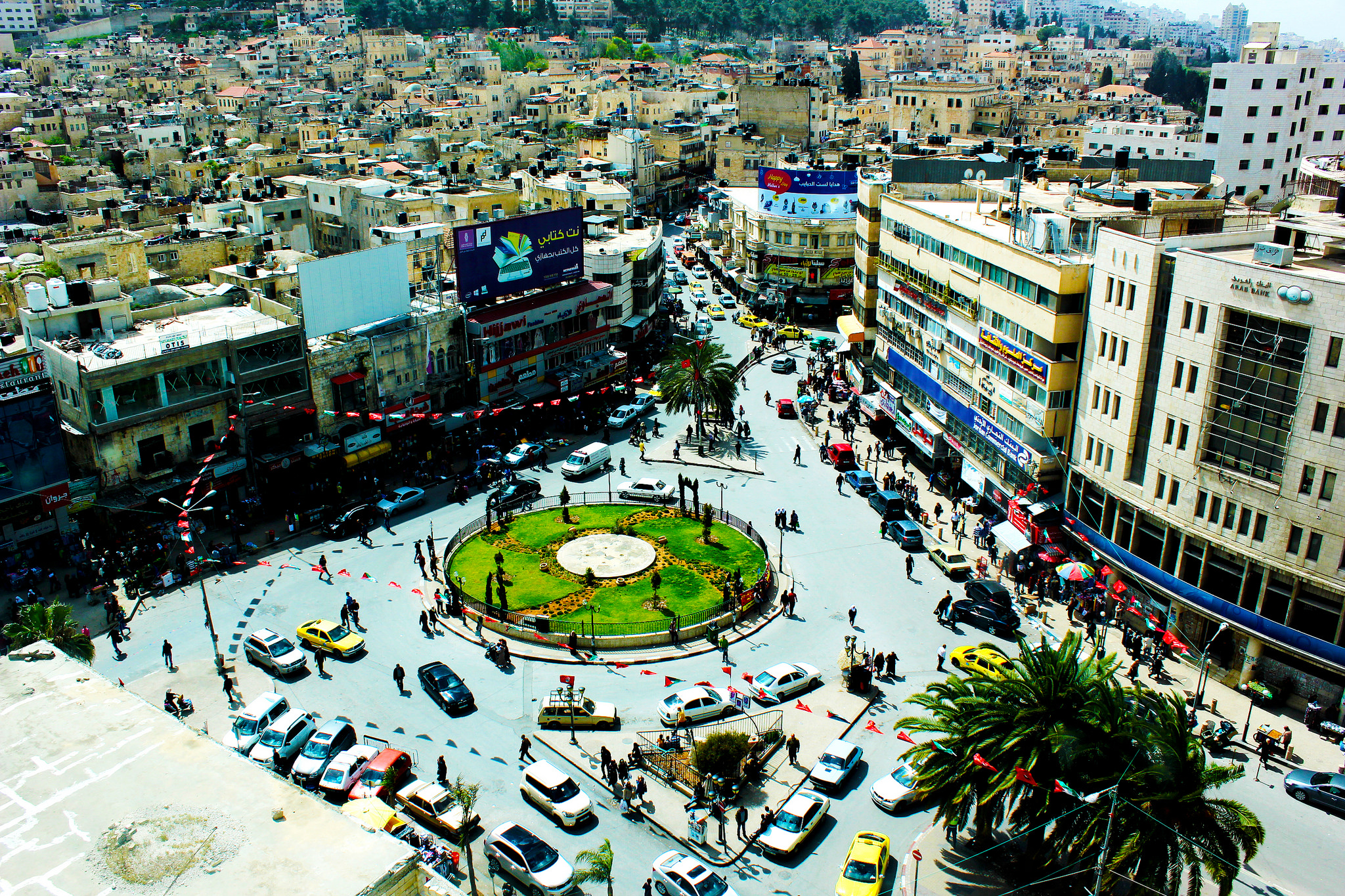
وسط بلد مدينة نابلس

ميدان سباق الخيل المعروف أيضًا باسم الهيبدروم، هو موقع أثري يقع في مدينة نابلس بفلسطين. يُعتبر من أبرز المعالم الرومانية في المدينة، ويعكس أهمية الرياضات الجماهيرية في الحضارة الرومانية.

## التاريخ
شُيّد الميدان في القرن الثاني الميلادي، ويُعتقد أنه بُني في عهد الإمبراطور الروماني هدريان (117–138 م). استُخدم الميدان لسباقات العربات والخيول، وكان يتسع لحوالي 8,000 متفرج. في نهاية القرن الثاني الميلادي، تراجعت شعبية سباقات الخيل، مما أدى إلى هجر الميدان. لاحقًا، استُخدمت بعض أجزائه كمساكن وحظائر خلال العصر البيزنطي. حيث تم الكشف عن أجزاء من المدرج عام 1941، وفي عام 1980 تم الكشف عن أجزائه كاملة.

## الموقع
يقع الميدان في مركز مدينة نابلس، يحده من الغرب شارع سفيان، ومن الشمال شارع حيفا، ومن الشرق مجمع بلدية نابلس التجاري، ومن الجنوب صف من العمارات التجارية والسكنية. يتميز الميدان بتصميم مستطيل ينتهي بحذوة حصان، مع سبعة مداخل مخصصة لعربات السباق. يحيط بالمضمار مدرجات حجرية تتسع لآلاف المتفرجين، وقد استُخدمت الغرف أسفل المدرجات لإيواء الحيوانات وتخزين المعدات.  يُعد الميدان شاهدًا على التاريخ الروماني في نابلس، ويعكس أهمية الرياضات الجماهيرية في تلك الحقبة. على الرغم من الإهمال الذي طال الموقع، إلا أنه ما زال يُمثل جزءًا من التراث الثقافي للمدينة.

## انظر ايضا
- نابلس
- العمارة الرومانية